# Ain Shams
Ain Shams eller Ein Shams (arabiska: عين شمس) är ett distrikt (kism) i nord-östra Kairo, Egypten och som gränsar till Abbassia, Heliopolis och El-Quba. Namnet betyder "solens öga" på arabiska, med referens till det faktum att Ain Shams är byggt på platsen för den antika staden Heliopolis, en gång i tiden det andliga centret för forntida Egyptens soldyrkan.
Området är idag mest känt för sitt universitet, Ain Shams universitet, grundat 1950 och med bland annat fakultet för medicin, utbildning och teknik.
Enligt 900-talets bibliska kommentator, Saadja ben Josef,  är Ain Shams identiskt med det bibliska Egyptens mytomspunna stad Avaris.